# خرشنة ملجمة

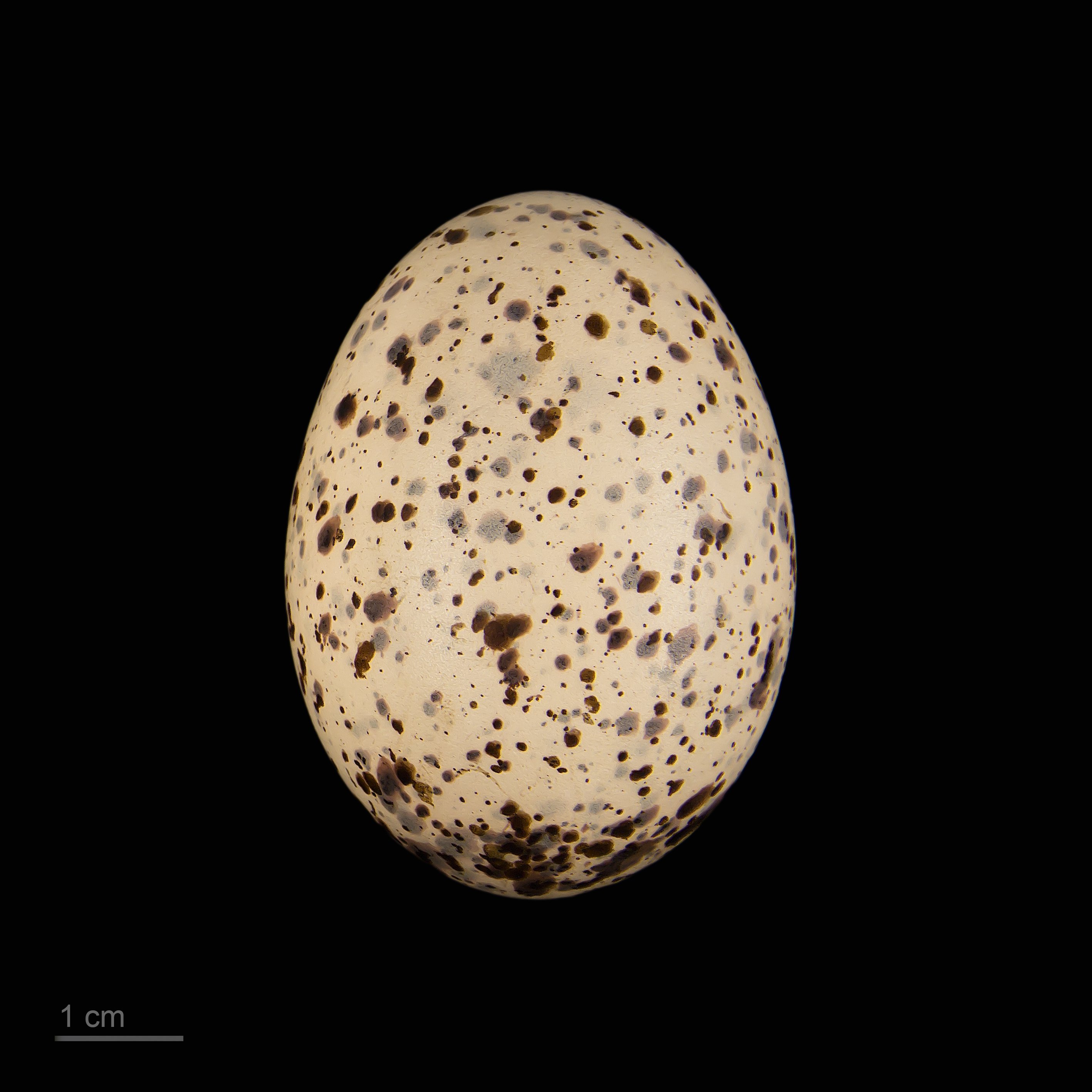
Onychoprion anaethetus

خرشنة ملجمة (الاسم العلمي: Sterna anaethetus) (بالإنجليزية: Bridled Tern)‏ هو نوع من الطيور يتبع جنس الخرشنة من الفصيلة النورسية.